# 半短軸

橢圓的半長軸 (a) 和半短軸 (b)。

半短軸在幾何學是多數的圓錐曲線（橢圓和雙曲線）中一個端點是圓錐曲線中心，與曲線對稱並正交與半長軸的線段。在橢圓中，是中心點與曲線之間最短的線段；在雙曲線，則不會與曲線相交。

## 橢圓
橢圓的半短軸是短軸的一半。短軸是兩個端點在橢圓上，穿過橢圓的中心點，並垂直於經過兩個焦點的長軸的線段，是垂直於長軸的最長線段。
它與半長軸{\displaystyle a}經由離心率{\displaystyle e}和半正焦弦{\displaystyle l}的關係如下：
{\displaystyle b=a{\sqrt {1-e^{2}}}\,\!}
{\displaystyle al=b^{2}\,\!}.
拋物線可以被視為是橢圓系列的極限，將其中一個焦點固定，另一個焦點則向某一個固定的方向任意延伸，如果將l固定，則a和b趨近於無限大，但a總是比b長。

## 雙曲線（又称半虚轴）
雙曲線半短軸的長度是通過雙曲線頂點的切線到任一條漸近線的距離，如果是在y軸的方向上，則是在雙曲線公式中的b：
{\displaystyle {\frac {\left(x-h\right)^{2}}{a^{2}}}-{\frac {\left(y-k\right)^{2}}{b^{2}}}=1}
與半長軸的關係可以經由離心率表示如下：
{\displaystyle b=a{\sqrt {e^{2}-1}}}
注意，雙曲線的半短軸可以比半長軸還要長。
雙曲線的共軛軸與半長軸在相同的方向上延伸。（页面存档备份，存于）

## 外部連結
- 橢圓的半長軸和半短軸（页面存档备份，存于）（互動式動畫）